# AC Ace

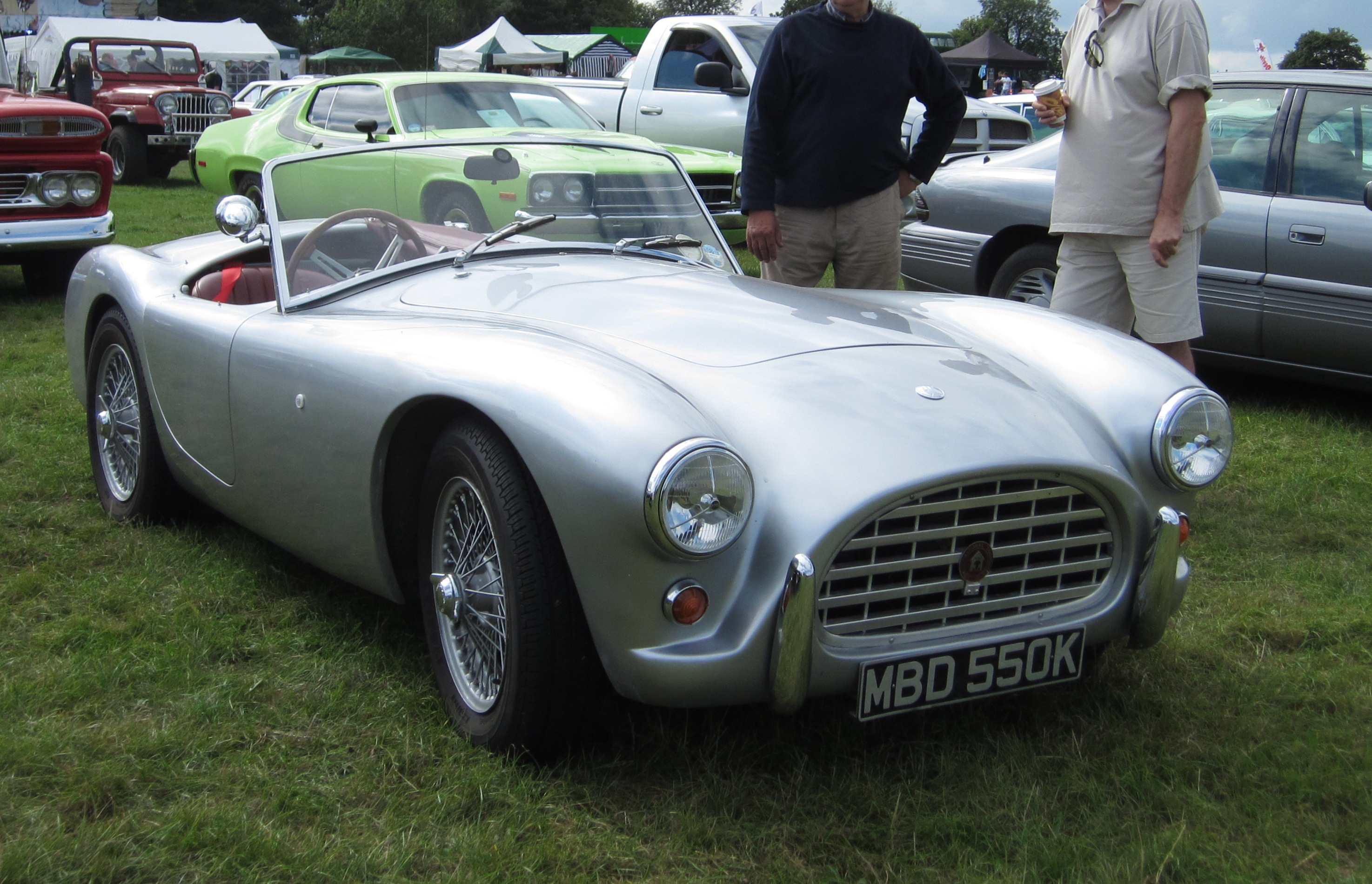
1953-1963 AC Ace

AC Ace — это автомобиль, который производился компанией AC Cars в пригородном поселке Темза Диттон, Англия, с 1953 по 1963 г.

## История
AC вернулся на рынок после Второй мировой войны с линейкой автомобилей объёмом 2 литра в 1947 году, но именно благодаря спортивному автомобилю Ace 1953 года, компания действительно заработала себе репутацию в послевоенные годы. В поисках замены стареющему 2-Litre, AC взяла за основу конструкцию Джона Тоджейро, в которой использовалась легкая трубчатая рама лестничного типа, полностью независимая подвеска с поперечными листовыми рессорами и открытым двухместным корпусом из сплава, напоминающий Ferrari Barchetta того времени.
Первые автомобили использовали старые 100 сильные (75 кВт) двухлитровые, рядные шестицилиндровые двигатели (появились вскоре после окончания Первой Мировой войны), которые, согласно дорожным испытаниям в 1954 году автомобильным журналом, дали максимальную скорость в 166 км/ч, разгон до 100 км/ч за 11,4 секунды, расход топлива 11,2 л/100 км. Это не соответствовало спортивному двигателю, и чувствовалось, что требуется более современный и мощный агрегат, для использования современного шасси с пользой.
К Ace в 1954 году присоединилось купе с жёстким верхом Aceca, которое использовало тот же базовый корпус из сплава с деревянным каркасом.
С 1956 года стал доступен двухлитровый рядный шестицилиндровый двигатель от Bristol Cars мощностью 120 л. с. (89 кВт) с 3 карбюраторами, пониженной тягой и четырёхступенчатой коробкой передач. Максимальная скорость возросла до 187 км/ч, разгон до 100 км/ч за 9 с. Овердрайв был доступен с 1956 года, а передние дисковые тормоза стали опцией с 1957 года, хотя позже они были стандартизированы.

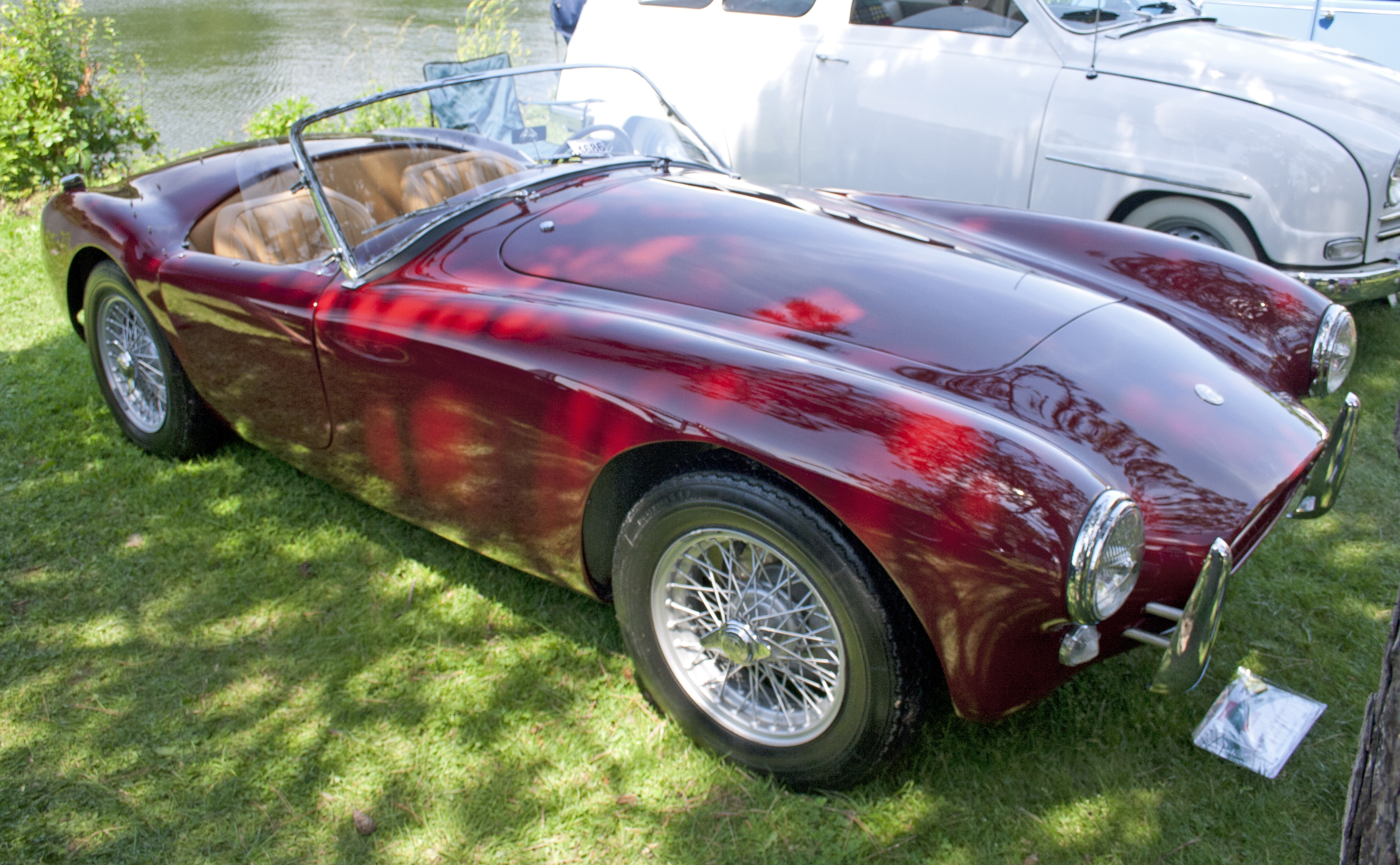
Ace с 2,6-литровым двигателем Ruddspeed (1962)

В 1961 году стала доступна новая версия с рядным шестицилиндровым двигателем Ruddspeed объёмом 2,6 л (2553 см³), адаптированная Кеном Раддом у Ford Zephyr. В нём использовались три карбюратора Weber или SU, а также головка Mays или чугунная литая головка. Эта установка ещё больше повысила производительность автомобиля: некоторые версии были настроены на 170 л. с. (127 кВт), обеспечивая максимальную скорость 209 км/ч и разгон до 100 км/ч за 8,1 секунды. Однако это было незадолго до того, как Кэрролл Шелби обратил внимание AC на Cobra, поэтому было выпущено только 37 моделей этой версии. Эти модели с двигателем Ford имели решётку меньшего размера, которая была перенесена на Cobra.
Для Ace, а также для Aceca, AC использовала номера шасси, начинающиеся с AE, и двигателем от AC; BE — для автомобилей с двигателем от Bristol; RS — для автомобилей с двигателем от Ford. X после первых двух букв означает экспортную модель.

## Автоспорт
Автомобиль участвовал в гонках Ле-Мана в 1957 и 1958 годах. В гонках «24 часа Ле-Мана» 1959 года Тед Уайтэуэй и Джон Тернер доехали до финиша на своем AC Ace Bristol, регистрационный номер 650BPK, завоевав высшие награды в классе GT 2000 см³ и седьмое место в общем зачете. Позади шести 3-х литровых машин. Немногие автомобили с таким прошлым сохранились до наших дней и являются чрезвычайно ценными. Цена на них может варьироваться от 100 тыс. долларов и более, за нереставрированный автомобиль, и до более чем 400 тыс. долларов за восстановленный AC Ace.

## AC Cobra
Основная статья: AC Cobra
Когда Bristol прекратил производство своего 6-цилиндрового двигателя в 1961 году, к владельцу AC, Чарльзу Херлоку, обратился Кэрролл Шелби с предложением использовать двигатель Ford V8 на шасси Ace, чтобы создать AC Cobra в 1962 году. Производство Ace закончилось в том же году. AC Cobra выпускалась в конфигурации с малым блоком, а затем с большим блоком. Это был двигатель Форд 289, который заработал победу в классе GT в Ле-Мане в июне 1964 года. В то время, AC Cobra 427 стала самым быстрым автомобилем в мире.

## AC Automotive
AC Automotive, базирующаяся в Штраубенхардте, Германия, до сих пор производит AC под оригинальным названием. Автомобили продаются в Германии, Франции и Англии, а в будущем планируется продажа в Люксембурге, Голландии, Лихтенштейне, Швейцарии и Бельгии. Цена на стандартную модель AC GT начинается с 104 400 фунтов стерлингов без учёта опций.

## Реплики
Как и в случае с Cobra, были сделаны некоторые реплики AC Ace, такие как Hawk Ace, но они встречаются гораздо реже.